# (33950) 2000 MY4
2000 MY4 (asteroide 33950) é um asteroide da cintura principal. Possui uma excentricidade de 0.21658270 e uma inclinação de 3.76080º.
Este asteroide foi descoberto no dia 25 de junho de 2000 por LINEAR em Socorro.